# Ballad Essentials (альбом Кармен Макрей)
Ballad Essentials — сборник американской певицы Кармен Макрей, выпущенный 26 октября 1999 года в одноимённой серии лейблом Concord Jazz.

## Об альбоме
Альбом охватывает 1980—1987 годы, когда певица записывалась для Concord четыре раза: объединившись с Джорджем Ширингом для Two for the Road (1980) и Колом Чейдером для Heat Wave (1982), отдавая дань уважения Нэту Кингу Коулу в You’re Lookin' at Me (1983), а также для концертного Fine and Mellow: Live at Birdland West (1988).

## Отзывы критиков
| Оценки критиков           | Оценки критиков |
| Источник                  | Оценка          |
| ------------------------- | --------------- |
| AllMusic                  | [ 1 ]           |
| The Penguin Guide to Jazz | [ 2 ]           |

Алекс Хендерсон из AllMusic дал высокую оценку альбому, отметив, что он демонстрирует, насколько потрясающей была исполнительницей баллад Макрей. Однако его огорчил тот факт, что Concord нарушила атмосферу диска, включив в него песню «Fine and Mellow», представляющей собой блюзовое исполнение — «пусть и впечатляющее», — но, несмотря на это, он рекомендовал альбом всем, кто ценит задушевное, туманное джазовое пение.

## Список композиций
1. «Don’t Stand a Ghost of a Chance» (Бинг Кросби, Нед Вашингтон, Виктор Янг) — 3:41
2. «These Foolish Things Remind Me of You» (Гарри Линк, Холт Марвелл, Джек Стрейчи) — 5:27
3. «Come in Out of the Rain» (Боб Расселл, Карл Сигман) — 3:08
4. «The Visit» (Иван Линс, Витор Мартинс) — 4:09
5. «More Than You Know» (Эдвард Элиску, Билли Роуз, Винсент Юманс) — 4:33
6. «It Will Have to Do (Until the Real Thing Comes Along)» (Сэмми Кан, Сол Чаплин, Л. Э. Фриман, Манн Холинер, Альберта Николс) — 5:06
7. «You’re Looking at Me» (Бобби Труп) — 4:07
8. «Too Late Now» (Бертон Лэйн, Алан Джей Лернер) — 5:02
9. «If I Had You» (Джимми Кэмпбелл, Реджинальд Коннелли, Тед Шапиро) — 3:45
10. «Besame Mucho» (Санни Скайлар, Консуэло Веласкес) — 5:21
11. «If I Should Lose You» (Ральф Рейнджер, Лео Робин) — 2:16
12. «Fine and Mellow» (Билли Холидей) — 9:37

## Участники записи
- Кармен Макрей — вокал
- Джордж Ширинг — фортепиано (1, 5, 8, 11)
- Джон Клейтон — бас (2, 6, 12)
- Пол Хамфри — ударные (2, 6, 12)
- Фил Апчерч — гитара (2, 6, 12)
- Джек Макдафф — орган (2, 6, 12)
- Ред Холлоуэй — тенор-саксофон (2, 6, 12)
- Джон Лефтвич — фортепиано (3, 7, 9)
- Джон Коллинз — гитара (3, 7, 9)
- Маршалл Отуэлл — фортепиано (3, 4, 7, 10)
- Роб Фишер — бас (4, 10)
- Винс Латино — ударные (4, 10)
- Кол Чейдер — вибрафон (4, 10)
- Рамон Банда — бонго, колокольчики (10)
- Пончо Санчес — конга (10)